# Mistrzostwa Świata w Pięcioboju Nowoczesnym 1957
Mistrzostwa Świata w Pięcioboju Nowoczesnym 1957 – 7. edycja mistrzostw odbyła się w Sztokholmie.

## Klasyfikacja medalowa
| Lp. | Państwo   | złoto | srebro | brąz | Razem |
| --- | --------- | ----- | ------ | ---- | ----- |
| 1   | ZSRR      | 2     | 1      | 1    | 4     |
| 2   | Finlandia | -     | 1      | -    | 1     |
| 3   | Węgry     | -     | -      | 1    | 1     |

## Medaliści

### Mężczyźni
| Złoto                                                       | Srebro                                                    | Brąz                                                |
| Indywidualnie                                               |                                                           |                                                     |
| Igor Nowikow                                                | Aleksandr Tarasow                                         | Nikołaj Tatarinow                                   |
| Drużynowo                                                   |                                                           |                                                     |
| ZSRR · Aleksandr Tarasow · Nikołaj Tatarinow · Igor Nowikow | Finlandia · Eero Lohi · Kalevi Pakarinen · Wäinö Korhonen | Węgry · János Body · Géza Ferdinandy · Sándor Szabó |